# Robert Love Taylor

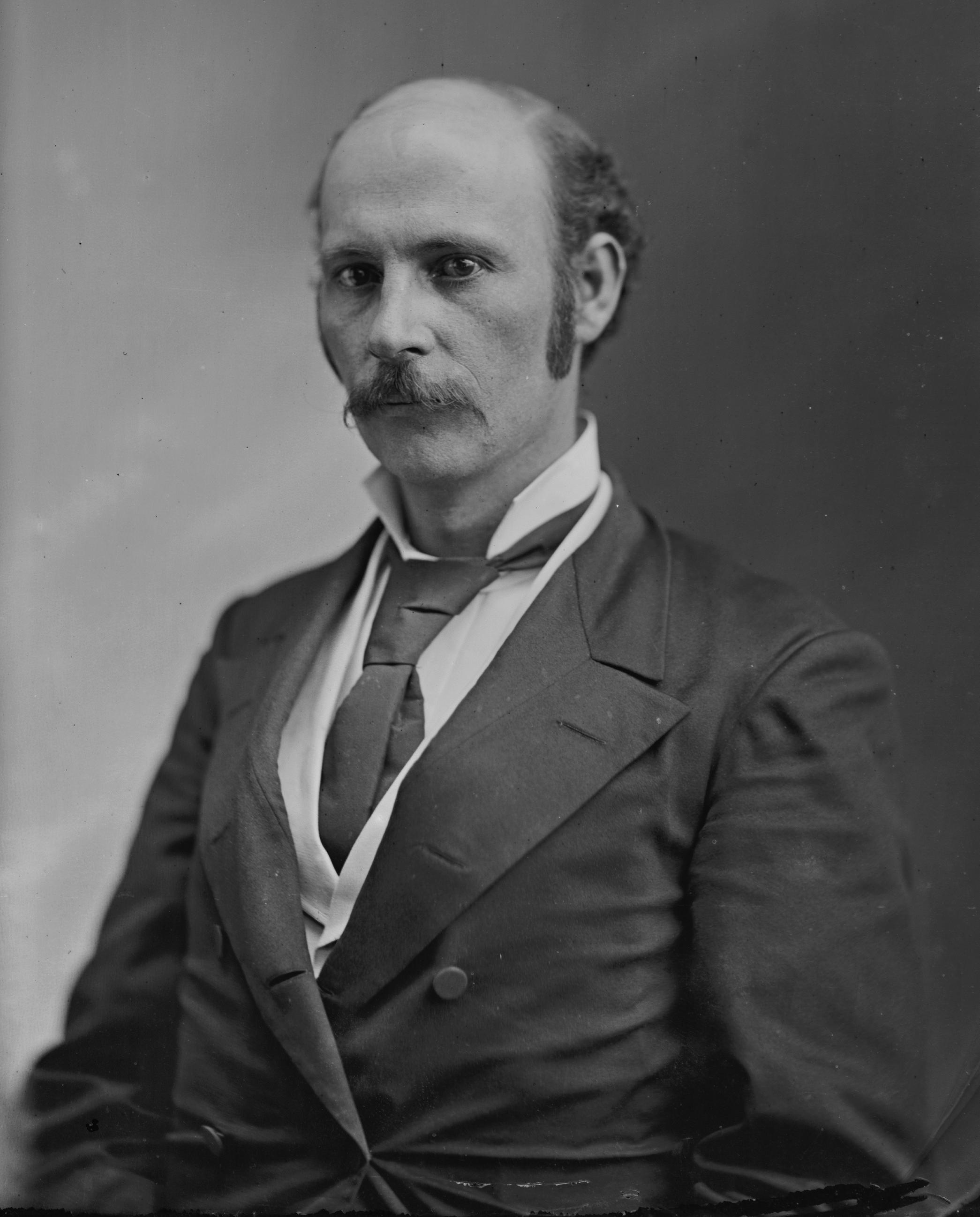
Robert Love Taylor

Robert Love Taylor (* 31. Juli 1850 im Carter County, Tennessee; † 31. März 1912 in Washington, D.C.) war ein US-amerikanischer Politiker und mehrfacher Gouverneur von Tennessee. Außerdem vertrat er diesen Bundesstaat in beiden Kammern des Kongresses.

## Frühe Jahre und politischer Aufstieg
Taylor wurde in eine Politikerfamilie hineingeboren. Sein Onkel war Vorsitzender (Speaker) des Parlaments von Tennessee, sein Vater Nathaniel Green Taylor war Abgeordneter im Repräsentantenhaus der Vereinigten Staaten und Indianerbeauftragter (Commissioner of Indian Affairs) unter Präsident Andrew Johnson. Bei Ausbruch des Bürgerkriegs verließ die Familie Tennessee und zog über Philadelphia nach Washington. 1869, nach dem Ende der Präsidentschaft von Johnson, zog die Familie nach Happy Valley in Tennessee zurück. Robert besuchte das Pennington Seminary in New Jersey sowie das Buffalo Institute in Milligan und verdiente sich nebenbei das benötigte Geld durch Aushilfsarbeiten auf Farmen oder im Holzgeschäft. Anschließend studierte er Jura in Jonesboro und wurde 1878 als Anwalt zugelassen. Er praktizierte in Elizabethton und Jonesboro.
Seine politische Karriere begann ebenfalls 1878, als er für die Demokratische Partei ins Repräsentantenhaus in Washington gewählt wurde. Dort absolvierte er von 1879 bis 1881 nur eine Amtszeit, weil er seinen Sitz bei der nächsten Wahl nicht verteidigen konnte. Ein weiterer Versuch, in den Kongress zurückzukehren, scheiterte 1882 ebenfalls; damit ist Taylor bis heute der letzte Demokrat, der für Tennessees ersten Kongresswahlbezirk ins US-Repräsentantenhaus einzog. In der Zwischenzeit widmete er sich seiner Anwaltskanzlei und versuchte sich erfolglos im Zeitungsgeschäft. Bei der Präsidentschaftswahl von 1884 saß er als Wahlmann für Grover Cleveland im Electoral College; wenig später wurde er mit dem Posten eines Pension Agent in Knoxville bedacht.

## Gouverneur von Tennessee
1887 wurde Taylor demokratischer Kandidat für die Gouverneurswahlen von Tennessee. Sein Gegenkandidat war ausgerechnet sein eigener Bruder Alfred, der der Republikanischen Partei angehörte. Der Wahlkampf wurde als die „Tennessee-Version“ der englischen Rosenkriege des 15. Jahrhunderts bezeichnet. Tatsächlich trugen die Anhänger der beiden Parteien eine rote bzw. eine weiße Rose. Robert Taylor gewann schließlich die Wahl. Sein Bruder wurde 1920 ebenfalls zum Gouverneur gewählt, acht Jahre nach Roberts Tod.
Robert Taylor hatte insgesamt drei Amtszeiten als Gouverneur. Die ersten beiden waren zusammenhängend und dauerten von 1887 bis 1891, später folgte noch die Amtszeit von 1897 bis 1899. Herausragende Ereignisse seiner Amtszeiten waren eine Verschärfung der Wählerbesteuerung (Poll Tax). Damit wurde es für Ärmere immer schwieriger, das Wahlrecht auszuüben, das an die Steuer gebunden war. Ein Prohibitionsgesetz für Tennessee wurde zurückgenommen. In seiner letzten Amtszeit fand 1897 die große Tennessee-Ausstellung zur Einhundertjahrfeier des Staates statt. Eigentlich wäre die Feier bereits 1896 fällig gewesen, aus organisatorischen Gründen konnte sie aber erst 1897 stattfinden.

## Lebensabend und Tod
Nach dem Ende der ersten beiden Amtszeiten war sein Gesundheitszustand angeschlagen, aber er erholte sich schnell und verdiente sich als Anwalt in Chattanooga sowie durch Vorträge sein Einkommen. Das Gleiche wiederholte sich nach dem Ende seiner letzten Amtszeit 1899. Mehrere Versuche, in den US-Kongress gewählt zu werden, scheiterten, bevor es ihm 1907 dann doch gelang, einen Sitz im US-Senat zu erringen. Dort verblieb er bis zu seinem Tod am 31. März 1912.